# Oxbådan (Lemland, Åland)
Oxbådan är skär i Åland (Finland). De ligger i den södra delen av landskapet, 22 km söder om huvudstaden Mariehamn.
Terrängen runt Oxbådan är mycket platt. Trakten är glest befolkad. Närmaste större samhälle är Lemland, 19,3 km norr om Oxbådan.